# Bricc(…)
Bricc[…] beziehungsweise Brigg[…] war ein antiker römischer Toreut (Metallhandwerker), der in der zweiten Hälfte des 1. Jahrhunderts wahrscheinlich in Niedergermanien oder Norditalien tätig war.
Bricc[…] ist heute nur noch aufgrund eines unvollständig erhaltenen Signaturstempels auf einer Bronzekelle bekannt. Diese wurde in einem Urnengrab (Fundplatz 11) in Hamburg-Marmstorf gefunden.

## Einzelbelege
1. ↑  Richard Petrovszky: Studien zu römischen Bronzegefäßen mit Meisterstempeln. Leidorf, Buch am Erlbach 1993, S. 212, Nr. B.03.01.

| Personendaten    | Personendaten            |
| ---------------- | ------------------------ |
| NAME             | Bricc[…]                 |
| ALTERNATIVNAMEN  | Brigg[…]                 |
| KURZBESCHREIBUNG | antiker römischer Toreut |
| GEBURTSDATUM     | 1. Jahrhundert           |
| STERBEDATUM      | 2. Jahrhundert           |